# Venă suprascapulară

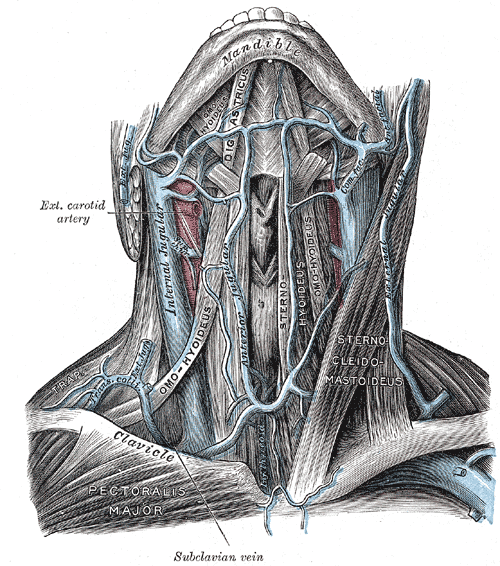
Venele gâtului (vedere din față)

Vena suprascapulară este o venă care are un traseu deasupra scapulei. Se varsă în vena jugulară externă. 